# Rockette Morton
Rockette Morton (pravé jméno Mark Boston; * 14. června 1949, Salem, Illinois, USA) je americký hudebník, nejvíce známý jako baskytarista a kytarista skupiny The Magic Band Captaina Beefhearta v 60. a 70. letech 20. století.

## Diskografie

### Alba

#### Captain Beefheart and the Magic Band
- Trout Mask Replica (1969)
- Lick My Decals Off, Baby (1970)
- The Spotlight Kid (1972)
- Clear Spot (1972)
- Unconditionally Guaranteed (1974)

#### Mallard
- Mallard
- In a Different Climate

#### Sólově
- Love Space (2003)